# SR 3 Saarlandwelle
SR 3 Saarlandwelle ist ein öffentlich-rechtliches Hörfunkprogramm des Saarländischen Rundfunks. Sendebeginn war der 7. Januar 1980. Heute ist SR 3 Saarlandwelle eines der meistgehörten Hörfunkprogramme des Saarländischen Rundfunks.

## Programm

Logo von 2001 bis 2024

Die Programmschwerpunkte von SR 3 liegen auf der regionalen Berichterstattung (tägliche Sendungen: „Region am Mittag“ und „Region am Nachmittag“) sowie dreimal täglich SR 3 - Rundschau; ergänzt um ausführliche Sportberichterstattung am Wochenende („Sport und Musik“). 
Der Schwerpunkt der Musik bei SR 3 liegt auf deutscher Musik und internationalen Oldies.

## Nachtprogramm
Auf SR 3 waren bis zum 3. Oktober 2011 täglich die ARD-Nachtprogramme ARD-Nachtexpress und ARD-Radiowecker zu hören, die beide alle vier Wochen in der Nacht von Mittwoch auf Donnerstag von SR 3 produziert wurden. Seit dem 4. Oktober 2011 heißt das Nachtprogramm ARD-Hitnacht und wurde von Montag bis Sonntag vom 16. Januar 2018 bis 31. Dezember 2020 vom Norddeutschen Rundfunk, seit dem 1. Januar 2021 wird es vom Mitteldeutschen Rundfunk übernommen. Davor hatte SR 3 von Montag bis Samstag diese Aufgabe, sonntags übernahm WDR 4.

## Empfang
Im Saarland sendet SR 3 auf mehreren UKW-Frequenzen, jedoch kann es nahezu überall in der Großregion Saar-Lor-Lux auf 95,5 MHz (Senderstandort: Göttelborner Höhe) empfangen werden. Darüber hinaus wird das Programm von SR 3 in das Kabelnetz des Saarlandes eingespeist. Die landeseinheitliche Kabelfrequenz ist 97,2 MHz. Zudem wird SR 3 über DVB-S, DAB und einen Internet-Livestream verbreitet.

## Moderatoren

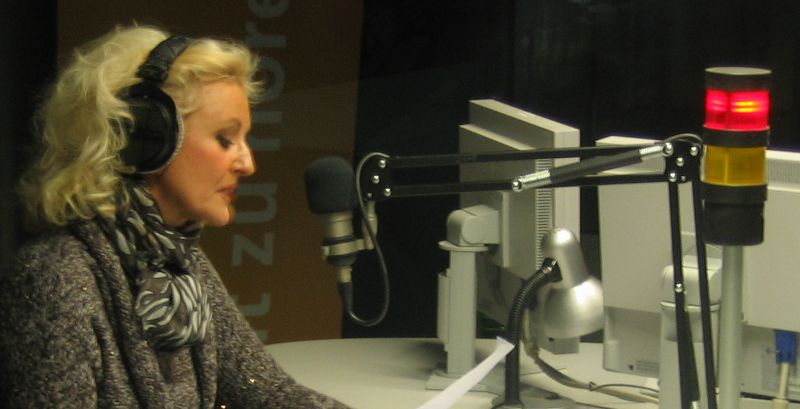
Viviane Shabanzadeh spricht Nachrichten (2013)

Aktuell moderieren das Programm der Saarlandwelle:
- Carmen Bachmann
- Julia Becker
- Michael Friemel
- Kerstin Gallmeyer
- Frank Hofmann
- Gerd Heger
- Oliver Hottong
- Lisa Huth
- Christian Job
- Sebastian Kolb
- Oliver Buchholz
- Marcel Lütz-Binder
- Simone Mir Haschemi
- Stefan Müller
- Dorothee Scharner
- Susanne Wachs

### Ehemalige
- Ellen Arnhold, Morgengruß
- Dieter Exter († 2019)
- Klaus Groth († 5. Mai 1980), Bunte Funkminuten[2]
- Michael Lentes († 6. Januar 2017), Kulturredakteur, SR 3 Rundschau
- Peter Maronde († 1991), Bunte Funkminuten, Rendez-vous der Saarlandwelle
- Manfred Spoo, Frohes Wochenende, Bunte Funkminuten, Bei uns dehemm, Unser Ort ganz groß
- Peter Springborn, Region, Region am Mittag
- Bernhard Stigulinszky (letzte Moderation am 30. Januar 2015), Bunte Funkminuten, Rendez-vous der Saarlandwelle